# Midori (prohlížeč)
Midori (緑, japonský výraz pro zelenou barvu) je svobodný víceplatformní webový prohlížeč používající zobrazovací jádro WebKit a grafické rozhraní GTK+. Je napsaný v jazyce C s moduly programovanými také v jazyce Vala a běžně dostupný pro Linux a unixové systémy obecně, ale i například pro MS Windows. Vzhledem k nižším nárokům na hardware je implicitním (přednastaveným, anglicky default [diˈfoːlt]) prohlížečem některých odlehčených linuxových distribucí, například SliTazu, SystemRescueCd, Bodhi Linuxu, Trisquelu mini, starších verzí Raspbianu a WattOSu R5; v době minulé pak bylo Midori implicitním prohlížečem elementary OS „Freya“.
Midori je zveřejněno pod licencí GNU LGPL a jako přednastavený internetový vyhledávač má službu DuckDuckGo.
Halloweenská verze 6.0 (konec října 2018) prohlížeče přišla s jádrem kompletně přepsaným v jazyce Vala s přihlédnutím („in mind“) ku GTK+3 a WebKitu 2. Zjednodušení a vyšší výkonnosti doznala rozšíření (extensions).
Gecko se jako vykreslovací software používá od roku 2023.
Je to proto, že je založen na novém prohlížeči Floorp založeném na Firefoxu.